# Vincent Jay
Vincent Jay, född den 18 maj 1985, är en fransk fd skidskytt som tävlat i världscupen mellan 2007 och 2012.
Jay deltog vid VM för juniorer 2006 där han blev tvåa i sprinten. Som senior slog han igenom vid världscupen 2008/2009 då han vann distanstävlingen i Vancouver. Han deltog vid VM 2009 då han som bäst blev 23:a i distanstävlingen. Vid samma mästerskap ingick han i det franska stafettlaget som blev fyra. 
Vid de Olympiska vinterspelen 2010 i Vancouver tog han guld i den inledande skidskyttetävlingen i 10 km sprint.
Jaktstarten efter kom han 3:a.